# محمد إبراهيم الوسمي
الدكتورمحمد إبراهيم الوسمي، (1976-) أكاديمي وسياسي كويتي، يشغل منصب وزير الأوقاف و الشؤون الإسلامية منذ 21 مايو 2024 ، وهو عميد كلية الحقوق السابق لجامعة الكويت وعضو هيئة تدريس في قسم القانون الخاص في كلية الحقوق.

## عن حياته
ولد الدكتور محمد إبراهيم محمد الوسمي العازمي في الكويت في عام (1976) ، وهو حاصل على بكالوريوس قانون من كلية الحقوق في جامعة الكويت ، وكذلك ماجستير في قانون التجارة الدولية من جامعة لندن متروبوليتان بالمملكة المتحدة 2006 ، كما حصل على الدكتوراه في فلسفة القانون من جامعة برونيل بالمملكة المتحدة 2012 .

## الخبرات
- حاصل على بكالوريوس قانون من كلية الحقوق في جامعة الكويت 2001.
- حاصل على ماجستير في قانون التجارة الدولية من جامعة لندن متروبوليتان بالمملكة المتحدة 2006.
- حاصل على دكتوراه في فلسفة القانون من جامعة برونيل بالمملكة المتحدة 2012.
- أستاذ مشارك للقانون التجاري والبحري في كلية الحقوق جامعة الكويت.[2]